# BAIC E130
BAIC E130 – samochód osobowy klasy subkompaktowej produkowany pod chińską marką BAIC w latach 2012–2020.

## Historia i opis modelu

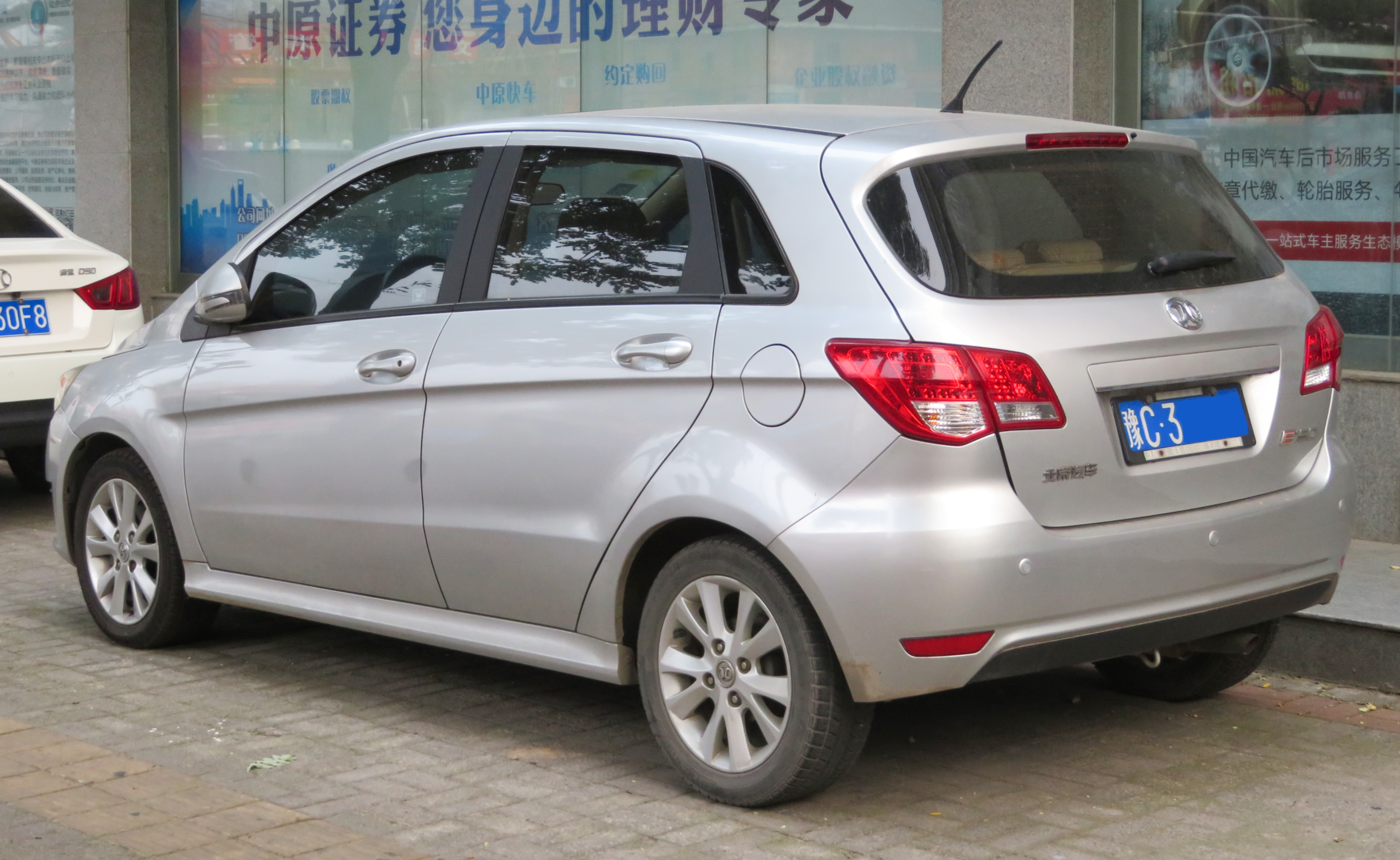
BAIC E130 - tył

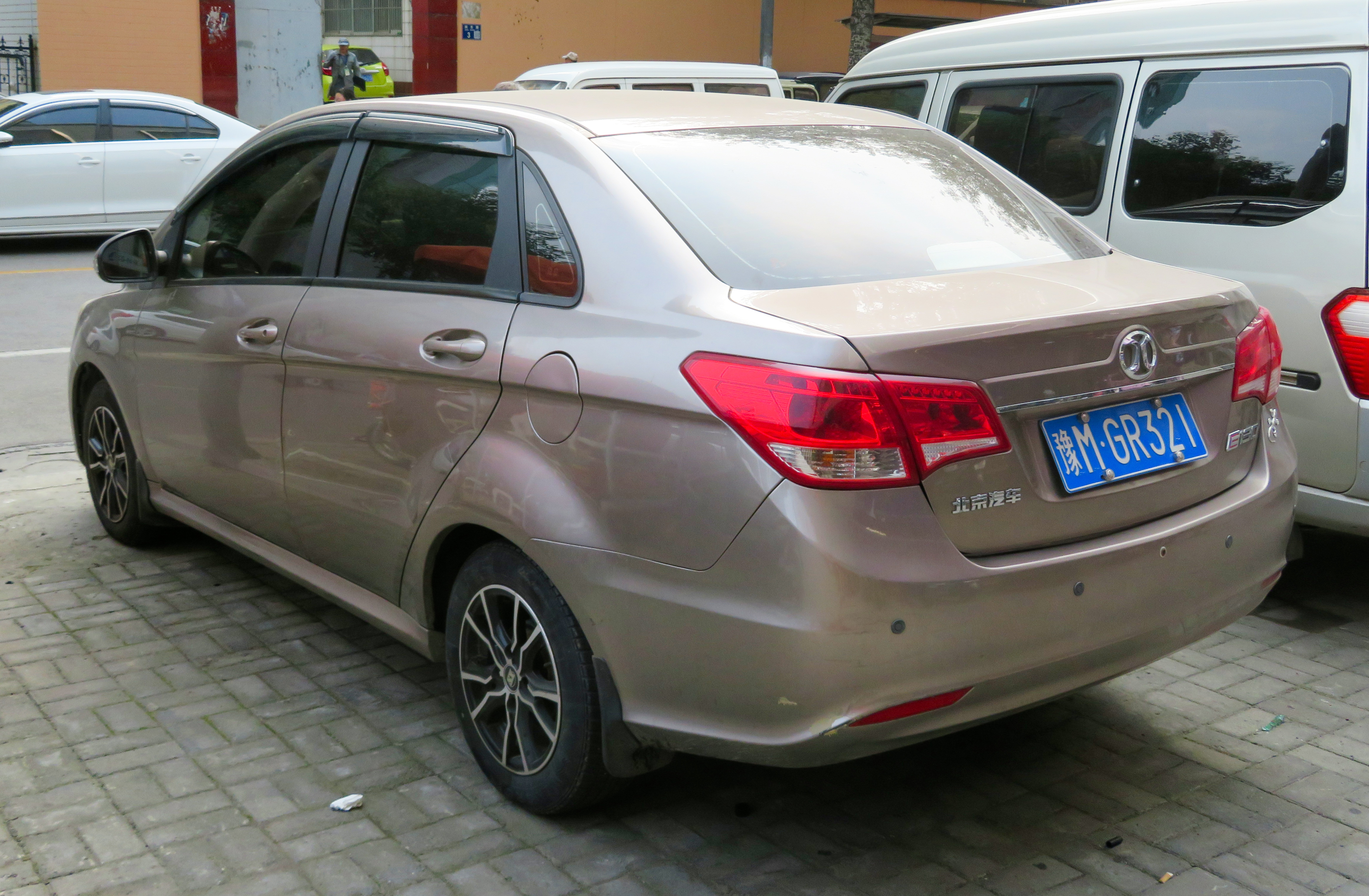
BAIC E150

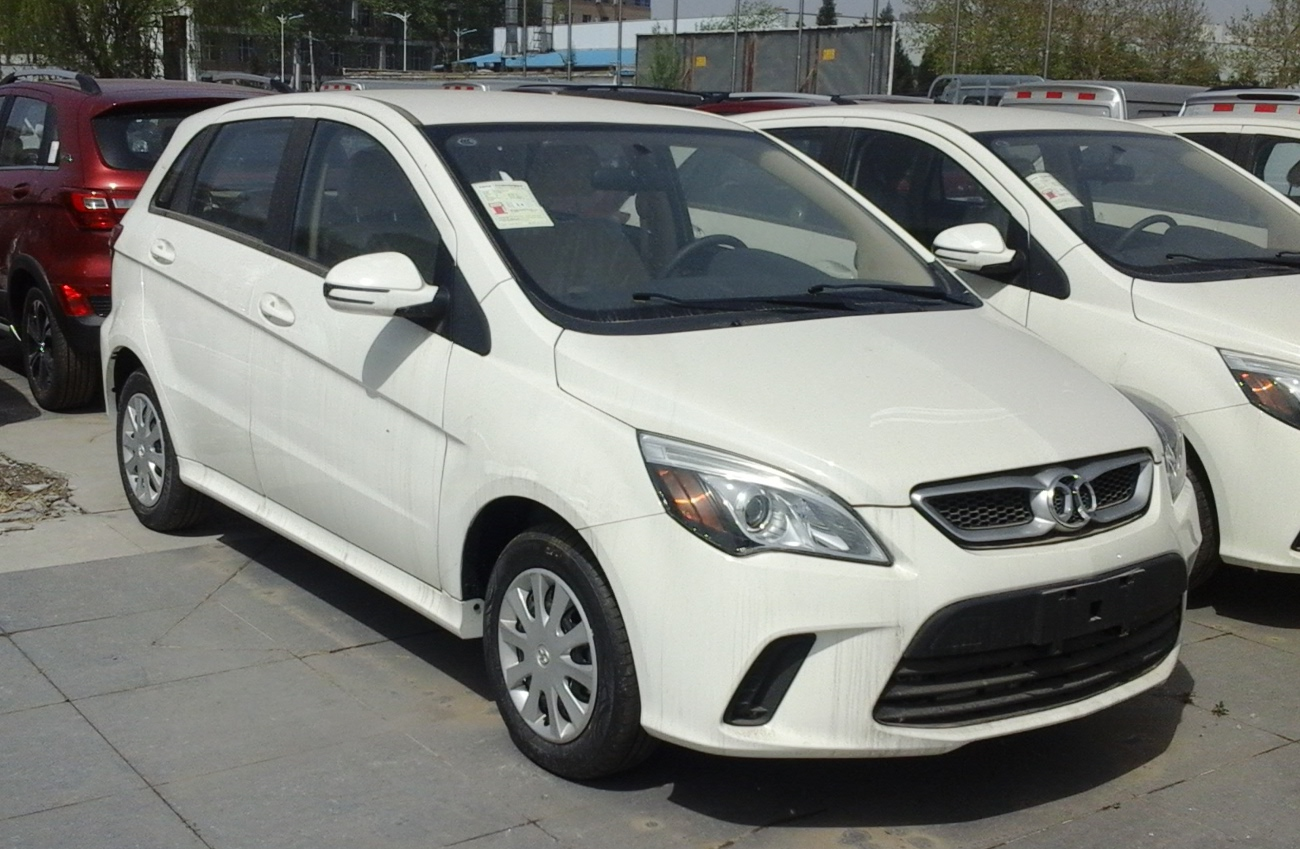
BAIC Senova D20 po liftingu

Skoncentrowane dotychczas na produkcji samochodów terenowych i SUV-ów, chińskie przedsiębiorstwo BAIC zdecydowało się w 2012 roku wkroczyć także do grona producentów klasycznych samochodów osobowych, podczas salonu samochodowego w Szanghaju prezentując model E150.
Model E130 przyjął postać miejskiego, 5-drzwiowego hatchbacka z wysokim nadwoziem i zadartą ku górze linią okien. Pojazd w głębokim stopniu upodobniono wyglądem i kształtem nadwozia do niemieckiego Mercedesa-Benza klasy B, będąc jednak jedynie jego nielicencjonowaną kopią i w rzeczywistości będąc od niego krótszym.
BAIC E130 powstał w ramach partnerstwa z japońskim Mitsubishi, przejmując gamę czterocylindrowych silników benzynowych o pojemności 1,3 litra i 1,5 litra.
Początkowo gama została utworzona przez odmianę hatchback, a rok po debiucie w 2013 roku została ona poszerzona o 4-drzwiowego sedana charakteryzującego się wyraźnie zarysowaną trzecią bryłą nadwozia i nazwą BAIC E150.

### E150 EV
W marcu 2014 roku gama wariantów napędowych została poszerzona o odmianę w pełni elektryczną o nazwie BAIC E150 EV. Bez głębokich różnic wizualnych, pojazd otrzymał 61-konny układ napędowy wyposażony w baterię o pojemności 25,6 kWh. W ten sposób, samochód rozwija maksymalnie 125 km/h i 150 kilometrów na jednym ładowaniu.

### Lifting i zmiana nazwy
W listopadzie 2014 roku BAIC serii E przeszedł drobną restylizację nadwozia obejmującą wygląd przedniego zderzaka, która zbiegła się z wprowadzeniem nowego porządku nazewniczego. Podobnie do konkurencyjnego Dongfenga, gamę podzielono na linie modelowe, z czego E130 i E150 zasiliły gamę o nazwie Senova. Przez kolejne lata, na rodzimym rynku chińskim pojazd nosił nazwę BAIC Senova D20.

### Sprzedaż
Przy pomocy miejskiego modelu E130/E150, BAIC rozpoczął międzynarodową ekspansję skoncentrowaną głównie na rynkach rozwijających się. Od momentu debiutu w 2012 roku, producent systematycznie rozwijał swoją obecność w państwach Bliskiego Wschodu, Afryki Północnej, Subsaharyjskiej i Południowej, a także Ameryki Łacińskiej. Na kluczowych rynkach, takich jak Iran, Meksyk, RPA, Egipt czy Nigeria, producent otworzył dodatkowo lokalne zakłady produkcyjne lub wszedł we współpracę z miejscowymi przedsiębiorstwami, jak np. na Sri Lance.

### Silniki
- R4 1.3l A131
- R4 1.5l A151